# راندال أينهورن
راندال أينهورن (بالإنجليزية: Randall Einhorn)‏ هو مصور سينمائي ومخرج أمريكي، ولد في 7 ديسمبر 1963 في سينسيناتي في الولايات المتحدة.

## وصلات خارجية
- راندال أينهورن على موقع IMDb (الإنجليزية)
- راندال أينهورن على موقع روتن توميتوز (الإنجليزية)
- راندال أينهورن على موقع ألو سيني (الفرنسية)
- راندال أينهورن على موقع قاعدة بيانات الفيلم (الإنجليزية)
- راندال أينهورن على موقع كينوبويسك (الروسية)